# Cheetah Chrome Motherfuckers
I Cheetah Chrome Motherfuckers, di solito chiamati semplicemente CCM, sono stati un gruppo italiano proveniente da Pisa ed attivi negli anni '80. Furono uno fra i primi gruppi hardcore punk e fecero parte della scena toscana del Granducato Hardcore a cui appartenevano band come Juggernaut, I Refuse It!, Wardogs, Dements, Auf'schlag e più in generale della scena hardcore punk italiana con gruppi come Declino, Cani, Indigesti, Negazione e Stigmathe. Membri dei Cheetah Chrome Motherfuckers fecero poi parte di gruppi come Not Moving e Putrid fever.

## Storia dei CCM
I Cheetah Chrome Motherfuckers nascono a Pisa nel 1979 dall'incontro di Sid Migx, Dome "La Muerte", Antonio e Vipera, tutti provenienti dalla precedente esperienza assieme a Jim Plumbago negli Upper jaw mask. Il nome del gruppo era un tributo al chitarrista dei Dead Boys.
Il primo EP su 7" uscì nel 1981 per la Cessofonya Records di Jim Plumbago, conteneva 4 tracce e si intitolava 400 Fascists. Il titolo era ispirato da una parata militare di 400 paracadutisti svoltasi a Pisa in quegli anni. Il disco rappresenta oggi una delle primissime produzioni dell'hardcore punk italiano, genere che proprio in quegli anni si stava sviluppando nel resto del mondo.
Nel 1983 pubblicano lo split album su cassetta autoprodotto Sfregio Permanente / Permanent Scare che li vedeva in collaborazione con i I Refuse It! e nello stesso anno autoproducono anche (We'Re The) Juvenile Delinquency. La cassetta fu poi ristampata su LP dalla Children Of The Revolution Records nel 1985.
Nel 1983 parteciparono al festival Last White Christmas che si svolse a Pisa il 4 dicembre 1983, organizzato dal Granducato Hardcore (GDHC) nella chiesa sconsacrata di San Zeno.
Nel 1984 vengono poi invitati dalla statunitense R Radical Records di Dave Dictor dei MDC, a partecipare al doppio album compilazione International P.E.A.C.E. Benefit Compilation, che vedeva fra gli altri band come Crass, D.O.A., Dirty Rotten Imbeciles, Septic Death, Conflict, Reagan Youth, White Lies, Subhumans, Dead Kennedys, Butthole Surfers, ma anche altri gruppi della scena italiana come Declino, Peggio Punx, Wretched, Contrazione, Impact, Negazione e RAF Punk. La compilazione uscì in collaborazione con la fanzine di San Francisco a distribuzione internazionale Maximumrocknroll, che mensilmente teneva una rubrica sulla scena hardcore punk italiana.
Nel 1985 producono il loro secondo EP su 7" per la fiorentina Belfagor Records dal titolo Furious Party.
Nel 1986, durante un tour negli Stati Uniti, registrano a Indianapolis il loro Into The Void poi pubblicato per la Belfagor Records.
Nel 1987 il gruppo si scioglie dopo la pubblicazione dell'album dal vivo Live In SO.36 uscito per la Destiny Records.

### Dopo i Cheetah Chrome Motherfuckers
Dome "La Muerte" entra nei Not Moving.
Nel 1995 escono due live ed una manciata di demo dal titolo Right To Be Italian.

## Produzioni

### Album in studio
- 1983 - (We'Re The) Juvenile Delinquency (Cassetta, autoproduzione)
- 1986 - Into The Void (LP album, Belfagor Records)
- 1987 - Live In SO.36 (LP album, Destiny Records)
- 1995 - Right To Be Italian (Cassetta, E.U. '91 Produzioni, Provincia Attiva)
- 2017 - The Furious Era 1979-1987 (Doppio LP, Area Pirata Records, Pisa)

### EP e 7"
- 1981 - 400 Fascists (7" EP, Cessofonya Records)
- 1985 - Furious Party (7" EP, Belfagor Records)

### Compilation
- 1983 - Basic Sampler - con i brani No Obvious Title e Getting Violent (Cassetta, Basic Tapes, Deux Ex Machina)
- 1984 - World Class Punk - con i brani HC Music (Cassetta, ROIR (Reachout International Records))
- 1984 - Last White Christmas, II - (Cassetta C60, Bad Compilation Tapes, Cessophena Records, ristampato su CD nel 2000)
- 1984 - Senza Tregua - con i brani Commandos, Terminal Fun e Mad Race (Cassetta, Ribelli Uniti Records - ristampa 2002, Enterruption, BC Tapes & Records, Schizophrenic Records, Ponk-111)
- 1984 - International P.E.A.C.E. Benefit Compilation - con il brano Life Of Punishment (2xLP, R Radical Records)
- 1984 - Il Destino Dell'Uomo / The Doom Of Man - con il brano (Ev'ry Day's A) Reagan Day e Camp Darby Blues (Cassetta compilation, UKR)
- 1984 - Loro Decidono...Tu Paghi! - They Decide...You Pay! (Cassetta, Edizioni Storie Tese, Bad Compilation Tapes)

### Documentari
- Italian Punk Hardcore: 1980-1989 di Angelo Bitonto, Giorgio S. Senesi e Roberto Sivilia (2015)